# Equipo de Copa Billie Jean King de Venezuela
El Equipo de Copa Billie Jean King de Venezuela es el representativo de Venezuela en la máxima competición internacional a nivel de naciones del tenis femenino, la Copa Billie Jean King. Su organización está a cargo de la Federación Venezolana de Tenis.

## Historia
Los mejores resultados en la Fed Cup para Venezuela llegaron en 1998 y 2001 cuando alcanzó los play-offs del Grupo Mundial.

## Plantel actual
| Jugadora                        | Individuales | Dobles | Total |
| ------------------------------- | ------------ | ------ | ----- |
| Andrea Gámiz                    | 13-6         | 5-2    | 18-8  |
| Luicelena Perez                 | 0-0          | 3-0    | 3-0   |
| Aymet Uzcategui                 | 3-3          | 1-2    | 4-5   |
| Maria Gabriela Linares De Faria | 0-0          | 3-0    | 3-0   |

## Últimos resultados
| Años         | Grupo B-Round Robin    | Grupo B-Round Robin | Grupo B-Round Robin  | Grupo B-Round Robin | Grupo B-Round Robin | Grupo B-Round Robin | Ascenso             | Ascenso             | Resultado final        |
| ------------ | ---------------------- | ------------------- | -------------------- | ------------------- | ------------------- | ------------------- | ------------------- | ------------------- | ---------------------- |
| 2023 Grupo 2 | Equipo                 | Resultado           | Equipo               | Resultado           | Equipo              | Resultado           | Equipo              | Resultado           | Ascienden al Grupo I   |
| 2023 Grupo 2 | Costa Rica             | Ganó, 3-0           | Bahamas              | Ganó, 3-0           | Paraguay            | Ganó, 3-0           | Uruguay             | Ganó, 2-0           | Ascienden al Grupo I   |
| Años         | Grupo A-Round Robin    | Grupo A-Round Robin | Grupo A-Round Robin  | Grupo A-Round Robin | Grupo A-Round Robin | Grupo A-Round Robin | Puesto              | Puesto              | Resultado final        |
| 2022 Grupo 2 | Equipo                 | Resultado           | Equipo               | Resultado           | Equipo              | Resultado           | Equipo              | Resultado           | Permanecen Grupo II    |
| 2022 Grupo 2 | Islas Vírgenes EE. UU. | Ganó, 3-0           | Cuba                 | Ganó, 3-0           | Perú                | Perdió, 0-3         | Honduras            | Ganó, 2-0           | Permanecen Grupo II    |
| Años         | Grupo A-Round Robin    | Grupo A-Round Robin | Grupo A-Round Robin  | Grupo A-Round Robin | Grupo A-Round Robin | Grupo A-Round Robin | Permanecía          | Permanecía          | Resultado final        |
| 2021 Grupo 1 | Equipo                 | Resultado           | Equipo               | Resultado           | Equipo              | Resultado           | Equipo              | Resultado           | Descienden al Grupo II |
| 2021 Grupo 1 | Colombia               | Perdió, 0-3         | Paraguay             | Perdió, 0-3         | -                   | -                   | Chile               | Perdió, 1-2         | Descienden al Grupo II |
| Años         | Grupo A-Round Robin    | Grupo A-Round Robin | Grupo A-Round Robin  | Grupo A-Round Robin | Grupo A-Round Robin | Grupo A-Round Robin | Grupo A-Round Robin | Grupo A-Round Robin | Resultado final        |
| 2019 Grupo 2 | Equipo                 | Resultado           | Equipo               | Resultado           | Equipo              | Resultado           | Equipo              | Resultado           | Ascienden al Grupo I   |
| 2019 Grupo 2 | Uruguay                | Ganó, 3-0           | República Dominicana | Ganó, 3-0           | Cuba                | Ganó, 3-0           | Guatemala           | Ganó, 2-1           | Ascienden al Grupo I   |
| 2018 Grupo 1 | Equipo                 | Resultado           | Equipo               | Resultado           | Equipo              | Resultado           | Equipo              | Resultado           | Descienden al Grupo II |
| 2018 Grupo 1 | Brasil                 | Perdió, 1-2         | Argentina            | Perdió, 0-3         | Guatemala           | Ganó, 3-0           | Chile               | Perdió, 0-2         | Descienden al Grupo II |
| Años         | Grupo A-Round Robin    | Grupo A-Round Robin | Grupo A-Round Robin  | Grupo A-Round Robin | Grupo A-Round Robin | Grupo A-Round Robin | Permanecía          | Permanecía          | Resultado final        |
| 2017 Grupo 1 | Equipo                 | Resultado           | Equipo               | Resultado           | Equipo              | Resultado           | Equipo              | Resultado           | Permanecen Grupo I     |
| 2017 Grupo 1 | Canadá                 | Perdió, 1-2         | Paraguay             | Perdió, 1-2         | Bolivia             | Ganó, 3-0           | México              | Ganó, 2-0           | Permanecen Grupo I     |

| 2016 Grupo 2 | Equipo              | Resultado           | Equipo              | Resultado           | Equipo              | Resultado           | Equipo     | Resultado   | Ascienden al Grupo I   |
| 2016 Grupo 2 | Costa Rica          | Ganó, 3-0           | Chile               | Ganó, 2-1           | Honduras            | Ganó, 3-0           | Guatemala  | Ganó, 2-0   | Ascienden al Grupo I   |
| 2015 Grupo 1 | Equipo              | Resultado           | Equipo              | Resultado           | Equipo              | Resultado           | Equipo     | Resultado   | Descienden al Grupo II |
| 2015 Grupo 1 | México              | Perdió, 0-3         | Bolivia             | Perdió, 0-3         | Paraguay            | Perdió, 0-3         | Colombia   | Perdió, 0-2 | Descienden al Grupo II |
| Años         | Grupo A-Round Robin | Grupo A-Round Robin | Grupo A-Round Robin | Grupo A-Round Robin | Grupo A-Round Robin | Grupo A-Round Robin | Permanecía | Permanecía  | Resultado final        |
| 2014 Grupo 1 | Equipo              | Resultado           | Equipo              | Resultado           | Equipo              | Resultado           | Equipo     | Resultado   | Permanecen Grupo I     |
| 2014 Grupo 1 | México              | Ganó, 2-1           | Paraguay            | Perdió, 0-2         | -                   | -                   | Bahamas    | Ganó, 2-0   | Permanecen Grupo I     |
| Años         | Grupo A-Round Robin | Grupo A-Round Robin | Grupo A-Round Robin | Grupo A-Round Robin | Grupo A-Round Robin | Grupo A-Round Robin | Permanecía | Permanecía  | Resultado final        |
| 2013 Grupo 1 | Equipo              | Resultado           | Equipo              | Resultado           | Equipo              | Resultado           | Equipo     | Resultado   | Permanecen Grupo I     |
| 2013 Grupo 1 | Colombia            | Perdió, 0-3         | Canadá              | Perdió, 0-3         | Perú                | Ganó, 2-1           | Chile      | Ganó, 2-0   | Permanecen Grupo I     |
| Años         | Grupo B-Round Robin | Grupo B-Round Robin | Grupo B-Round Robin | Grupo B-Round Robin | Grupo B-Round Robin | Grupo B-Round Robin | Permanecía | Permanecía  | Resultado final        |
| 2012 Grupo 1 | Equipo              | Resultado           | Equipo              | Resultado           | Equipo              | Resultado           | Equipo     | Resultado   | Permanecen Grupo I     |
| 2012 Grupo 1 | Colombia            | Perdió, 0-3         | Brasil              | Perdió, 1-2         | Paraguay            | Perdió, 1-2         | Bahamas    | Ganó, 2-0   | Permanecen Grupo I     |
| Años         | Grupo B-Round Robin | Grupo B-Round Robin | Grupo B-Round Robin | Grupo B-Round Robin | Grupo B-Round Robin | Grupo B-Round Robin | Ascenso    | Ascenso     | Resultado final        |
| 2011 Grupo 2 | Equipo              | Resultado           | Equipo              | Resultado           | Equipo              | Resultado           | Equipo     | Resultado   | Ascienden al Grupo I   |
| 2011 Grupo 2 | Bahamas             | Ganó, 3-0           | Ecuador             | Ganó, 3-0           | Costa Rica          | Ganó, 3-0           | Uruguay    | Ganó, 2-0   | Ascienden al Grupo I   |